# Pierwszy rząd Walerego Sławka
Pierwszy rząd Walerego Sławka – gabinet pod kierownictwem premiera Walerego Sławka, w skład którego weszli ministrowie z poprzedniego gabinetu Kazimierza Bartla – zmieniono tylko dwóch z nich. Gabinet został powołany w dniu 29 marca 1930 roku, po kilkutygodniowym przesileniu, w trakcie którego misję utworzenia rządu powierzono Julianowi Szymańskiemu i Janowi Piłsudskiemu. Upadł 23 sierpnia 1930 roku.

## Skład rządu
- premier – Walery Sławek (BBWR)
- minister spraw wewnętrznych – Henryk Józewski
- minister spraw zagranicznych – August Zaleski
- minister spraw wojskowych – Józef Piłsudski
- minister sprawiedliwości – Stanisław Car (BBWR)
- minister wyznań religijnych i oświecenia publicznego – Sławomir Czerwiński
- kierownik ministerstwa skarbu – Ignacy Matuszewski
- minister przemysłu i handlu – inż. Eugeniusz Kwiatkowski
- minister rolnictwa i dóbr państwowych – Leon Janta-Połczyński (BBWR)
- minister reform rolnych – Witold Staniewicz (BBWR)
- minister komunikacji – Alfons Kühn (BBWR)
- minister poczt i telegrafów – Ignacy Boerner
- minister robót publicznych – Maksymilian Matakiewicz
- minister pracy i opieki społecznej – Aleksander Prystor (BBWR)

## Zmiany w rządzie
- 3 czerwca 1930 – odwołanie Henryka Józewskiego ze stanowiska ministra spraw wewnętrznych i powołanie na jego miejsce Felicjana Sławoja Składkowskiego.